# Ulica Stanisława Drzymały w Raciborzu
Ulica Stanisława Drzymały (daw. niem. Oberwallstraße) – raciborska ulica w dzielnicy Centrum. Rozpoczyna się od skrzyżowania z ulicami Wojska Polskiego, Opawską i Nową, a kończy na skrzyżowaniu z ulicami Podwale i Mickiewicza. Swoją nazwę wzięła od Stanisława Drzymały.

## Architektura

### Budynki mieszkalne
- Kamienice przy ul. Drzymały 1–3 – wybudowane w stylu eklektycznym, posiadają trzy kondygnacje, które pokrywa dwuspadowy dachy, widoczne zachowane detale architektoniczne[2].
- Willa miejska przy ul. Drzymały 9 – budowla dwukondygnacyjna, wolnostojąca, wybudowana w latach 70 XX wieku w stylu francuskiego neorenesansu wraz z oranżerią z 1919 r. w stylu secesyjnym. Willa posiada ryzalit od strony ulicy, a lico ściany jest nieznacznie cofnięte. Budynek jest murowany z czerwonej cegły i posiada użytkowe poddasze. Całość pokrywa mansardowy dach. Willa była własnością m.in. Reisnerów i Przyszkowskich[2].

### Mury miejskie

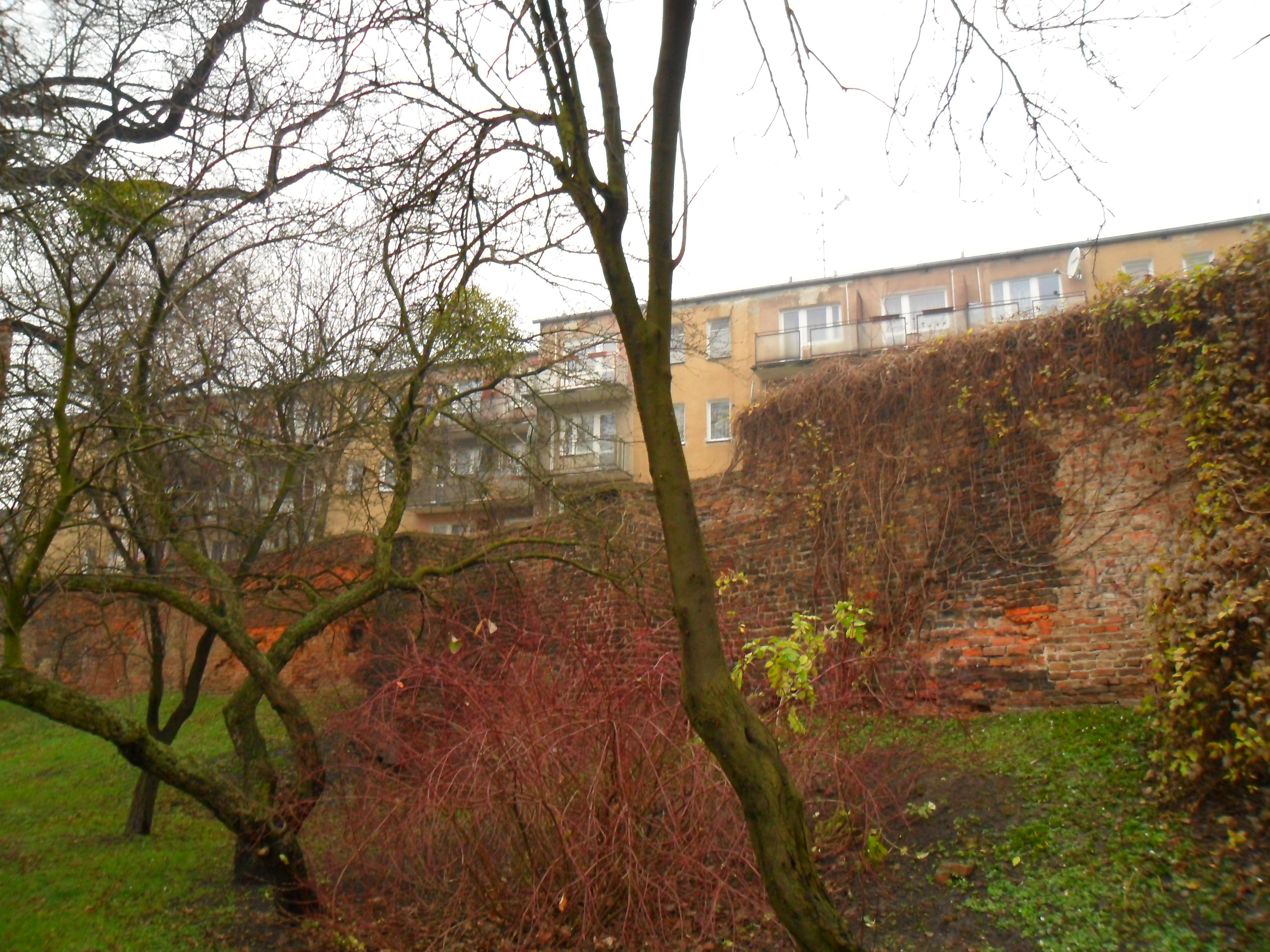
Zachowany fragment murów

Przy ulicy Drzymały zachowany jest fragment zabytkowych murów miejskich.

### Obiekty użyteczności publicznej
- Urząd Skarbowy przy ul. Drzymały 32 – dawny dom mieszkalny wybudowany w latach 80 XIX wieku przez kupców Samoje. W 1899 budynek nabył Sobtzick, który dokonał przebudowy na willę z salą koncertowo-balową oraz ogrodem, parkiem i oranżerią na tyłach budowli. Zachowane w holu głównym kariatydy i secesyjna polichromia z motywami roślinnymi. W 1929 r. po bankructwie Sobtzicków willa stała się własnością raciborskiej cukrowni, a następnie Bank Prowincji. W wyniku kolejnej przebudowy elewacji nadano modernistyczny wygląd. W 1940 r. budynek przeszedł w ręce III Rzeszy, a w 1945 r. w ręce Urzędu Skarbowego[3].